# Hyperlais argillacealis
Hyperlais argillacealis is een vlinder uit de familie grasmotten (Crambidae). De wetenschappelijke naam is voor het eerst gepubliceerd in 1847 door Philipp Christoph Zeller.
De soort komt voor in Sicilië, Kroatië, Noord-Macedonië, Griekenland en Turkije.